# 洪三和
洪三和(1911年—1989年)中国舞台设计师。

## 生平
1911年出生于福建连江，他于年轻时候曾在上海天蟾舞台布景部学习舞台美术设计。在学成后时值世界大战，中国大陆陷入广泛的战争中，于是他就去东南亚和当地的戏剧工作者合作，在当地以戏剧班底的形式维持生计和继续舞台艺术的创作，并因其作品表现手法新颖而备受当地观众好评，并成为在东南亚、香港、澳门和中国广东省享有盛誉的舞台画家。
他在中華人民共和國成立前后欲返回故乡福建,返乡途中受当地戏剧人士邀请留在中国大陆城市广州发展，并在广州当地演艺团体任职，继续从事舞台美术创作.五六十年代曾有多个以其舞台设计为班底的作品在广州海珠大剧院上演，并获得很大的成功，他于20世纪80年代退休，晚年致力于绘写国画，并绘有多幅佳作。
他的舞台设计技术因早年曾在天蟾布景部学习，所以手法上与"海派"(指上海舞台艺术的流派，糅合了传统中国舞台艺术精粹和近代流入的西方美术而自成一派)一脉相承，在继承的基础上又有自己的创新，因深受"海派"影响，其表现手法灵活多变，不拘一格，风格华丽，富有西方百老汇式的享乐主义气息和夸张的效果，同时具备中国传统戏剧的庄重与优雅，这种别致的感觉使其很符合当时一些中国大陆沿海或者东南亚这些地区的人的口味，并引起其他人争相模仿。洪三和年轻时候刻苦学习练就一身过硬的舞台设计本领，当年每日起早贪黑的跟随师傅学习的经历再加上长年累月的实践和磨炼使其功底十分深厚，据说他能不看相片，随手把一些看过的宫殿之类的景致或者其它实物活灵活现的用画笔再现，这无论在当时还是现在都是称得上神乎其技的。